# Pit Inn

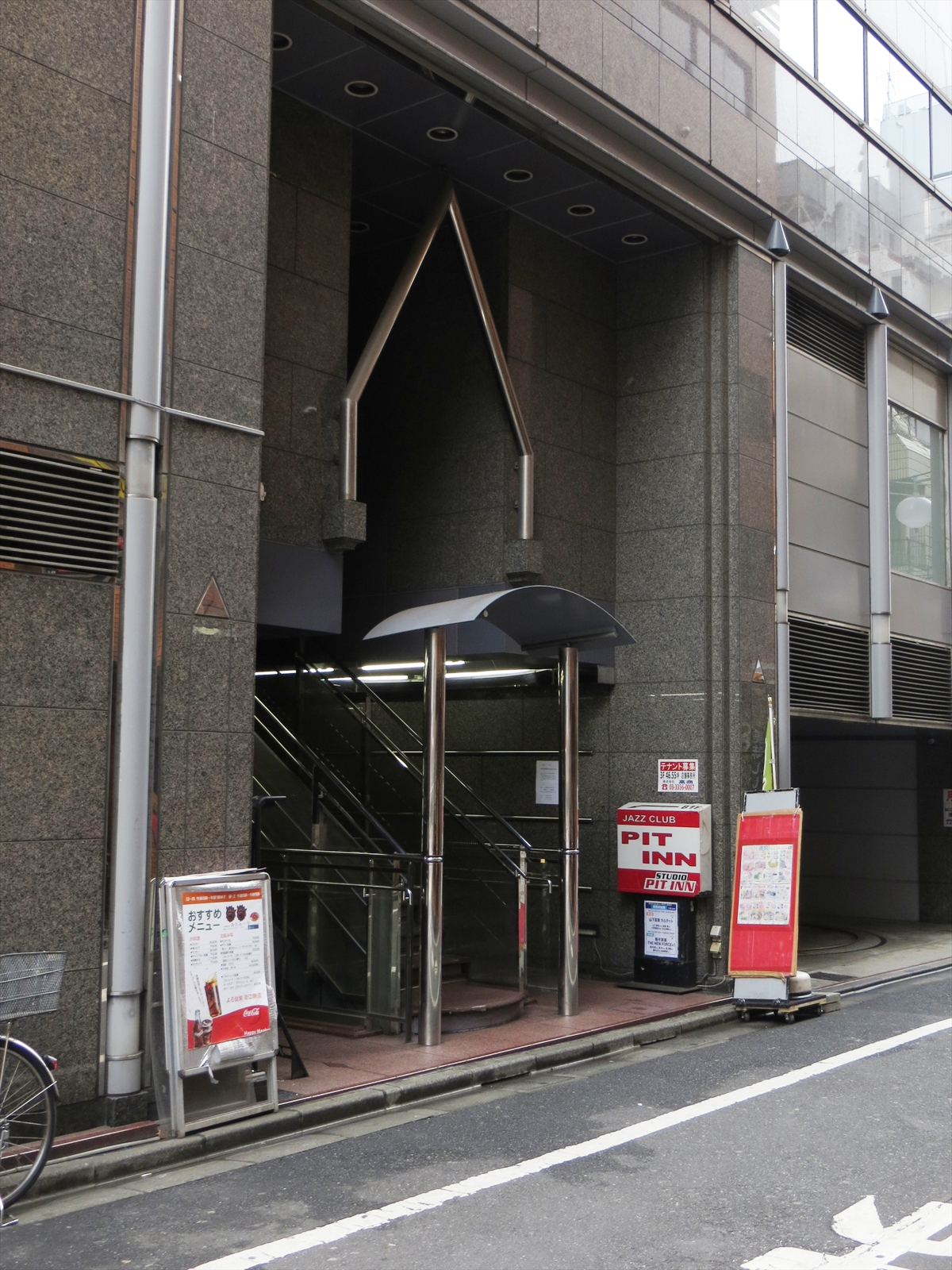
Eingang des Pit Inn

Das Pit Inn (jap. ピットイン Rōmaji: Pittoin) ist ein Jazzclub im Bezirk Shinjuku, Tokio. Zum ersten Mal 1966 eröffnet, wurde Dieser 1992 aufgrund von Abrissarbeiten geschlossen. Die Wiedereröffnung fand noch im selben Jahr an einer anderen Stelle im Shinjuku statt. Die Zeitschrift DownBeat schrieb 2019, dass das Pit Inn: „[…]im Allgemeinen gesehen, Japans wichtigster Jazzclub ist.“

## Das erste Shinjuku Pit Inn
Das erste Pit Inn befand sich in Shinjuku 3-chōme. Es wurde im Februar 1966 als Jazzcafé eröffnet. Zwei Jahre später richtete sich das Pit Inn mehr auf den Jazz aus, im Stil wie das Greenwich Village in New York. Seit Anfang an, spielten dort einheimische wie internationale Musiker. 1968 spielte z. B. das The Thad Jones/Mel Lewis Orchestra im Pit Inn. Auch fanden andere Veranstaltungen im Jazzclub statt. Eine Fotoausstellung aus dem Jahr 1968 zählt zu den ersten von vielen.
Einige der bekanntesten japanischen Jazzmusiker spielten zu Beginn ihrer Karriere im Club. Viele davon spielen noch heute regelmäßig im Club, dazu zählen: Terumasa Hino, Sadao Watanabe oder Yōsuke Yamashita. Der Trompeter Hino spielte dort 1969. Im Jahr 1970 betrug der Standardeintrittspreis ¥450 für die Nachmittagsveranstaltung und ¥500 für den Abend – jeweils inklusive Getränk.
Im Januar 1992 wurde der Club zwangsgeschlossen, da das Gebäude, in dem sich der Club befand, abgerissen wurde.

## Das zweite Shinjuku Pit Inn
Das Pit Inn wurde im Juli 1992 am neuen Standort Shinjuku 2-chōme wiedereröffnet. Es bot weiterhin eine Vormittags- und Nachmittagsveranstaltung an, wobei erstere für weniger etablierte Musiker gedacht war.
Anlässlich des 40-jährigen Jubiläums spielten Hino, Watanabe, Yamashita, Keiko Lee, Otomo Yoshihide, John Zorn und andere in einer nahe gelegenen gemieteten Halle, da der Club zu klein war, um alle Fans aufzunehmen.

## Gleichnamige Jazzclubs
In anderen Teilen Tokios und Japans gab es anderen Jazzclubs, die den Namen Pit Inn tragen. Das Roppongi Pit Inn öffnete 1978 und befand sich im Shimei Gebäude B1, Roppongi 3-17-7. Es wurde am 26. Juli 2004 geschlossen.

## Konzertaufnahmen
Mit (*) markierte Aufnahmen wurden im Roppongi Pit Inn aufgenommen.
| Jahr der Aufzeichnung | Leader/Band                                          | Titel                                     | Musiklabel           |
| --------------------- | ---------------------------------------------------- | ----------------------------------------- | -------------------- |
| 1974                  | Sadao Watanabe                                       | At "Pit Inn"                              | CBS/Sony             |
| 1974                  | Cedar Walton                                         | Pit Inn                                   | East Wind            |
| 1978                  | Tatsuro Yamashita                                    | It’s A Poppin’ Time                       | RCA Records          |
| 1979*                 | Steps Ahead                                          | Smokin’ in the Pit                        | Nippon Columbia      |
| 1979*                 | Phillip Walker                                       | Blues Show Live at Pit Inn                | Yupiteru             |
| 1980*                 | Lowell Fulson                                        | The Blues Show! Live at Pit Inn 1980      |                      |
| 1984                  | Elvin Jones                                          | Elvin Jones Jazz Machine Live at Pit Inn  | Polydor              |
| 1985                  | Mal Waldron and Yōsuke Yamashita                     | Piano Duo Live at Pit Inn                 | Village              |
| 1986                  | Manhattan Jazz Quintet                               | Live at Pit Inn                           | King                 |
| 1986                  | Last Exit                                            | The Noise of Trouble (Live in Tokyo)      | Enemy Records        |
| 1988                  | Sun Ra                                               | Live at Pit-Inn Tokyo, Japan, 8, 8, 1988  | DIW                  |
| 1990 (veröffentl.)*   | Fusanosuke Kondo                                     | Heart of Stone                            | BMG Victor           |
| 1990 (veröffentl.)*   | Fusanosuke Kondo                                     | Go Back to de Basic Thing                 | BMG Victor           |
| 1991 (veröffentl.)*   | Fusanosuke Kondo                                     | Unchained Rhythm                          | BMG Victor           |
| 1992 (veröffentl.)*   | Fusanosuke Kondo                                     | My Innocent Time                          | BMG Victor           |
| 1992                  | Material                                             | Live in Japan                             | Jimco                |
| 1992                  | Elvin Jones                                          | Tribute to John Coltrane “A Love Supreme” | Columbia             |
| 1994                  | Masahiko Togashi                                     | So What                                   | Venus                |
| 1994                  | Choi Sun Bae                                         | The Sound of Nature                       | Universal            |
| 2001                  | Akira Sakata & Toy                                   | Live at Pit Inn                           | Q-Train              |
| 2005                  | Akira Sakata                                         | Explosion                                 | P-Jazz               |
| 2005                  | Satoko Fujii                                         | Live!!                                    | Libra                |
| 2005                  | Kei Akagi                                            | Live – Shapes in Sound                    | Video Arts           |
| 2007                  | The Thing                                            | Shinjuku Crawl                            | Smalltown Superjazzz |
| 2007                  | The Thing                                            | Shinjuku Growl                            | Smalltown Superjazzz |
| 2009                  | Ted Brown                                            | Live at Pit Inn                           | Marshmallow          |
| 2009                  | First Meeting                                        | Cut the Rope                              | Libra                |
| 2010                  | Guerino Mazzola, Heinz Geisser, Shiro Onuma          | Dancing the Body of Time                  | Cadence Jazz         |
| 2010                  | Peter Brötzmann, Keiji Haino, Jim O’Rourke           | Two City Blues 1                          | Trost                |
| 2010                  | Peter Brötzmann, Keiji Haino, Jim O’Rourke           | Two City Blues 2                          | Trost                |
| 2011                  | Mari Yamashita                                       | Live at Pit Inn                           | Erato                |
| 2012                  | Ken Vandermark & Paal Nilssen-Love                   | Extended Duos                             | Audiographic         |
| 2012                  | Jazz Hijokaidan (Akira Sakata)                       | Made in Japan                             | Doubtmusic           |
| 2013                  | Masahiko Satoh & Paal Nilssen-Love                   | Spring Snow                               | PNL                  |
| 2014                  | Takeo Moriyama                                       | Straight Edge                             | Pit Inn              |
| 2014                  | Otomo Yoshihide                                      | Live at Shinjuku Pit Inn                  | Pit Inn              |
| 2014                  | Shingo Okudaira                                      | This Is New                               | Pit Inn              |
| 2018                  | Akira Sakata & Chikamorachi featuring Masahiko Satoh | Proton Pump                               | Family Vineyard      |